# Unión Ciudadana (Madrid)
La Unión Ciudadana, también conocida como Acción Ciudadana, fue una milicia de voluntarios, «guardia cívica» rompehuelgas, creada en 1919 en Madrid para combatir las reivindicaciones del movimiento obrero, llegando a emplear la violencia. Eduardo González Calleja y Fernando del Rey Reguillo identifican sus planteamientos y práctica como próximos al fascismo y a la derecha radical. Se nutrió de jóvenes provenientes de las juventudes mauristas madrileñas, de la Acción Católica, además de universitarios, militares, empleados y profesionales de profesiones liberales. Legalizada en octubre de 1919, aunque su creación se venía larvando con meses de anterioridad, fijó su domicilio social en la calle de Carretas, que después se trasladó al número 6 de la calle de Campomanes. La Unión Ciudadana, que denunciaba el sistema de partidos y los intereses de clase, llamaba «minorías delincuentes» a los sindicatos socialistas madrileños. Fuertemente criticada desde El Socialista, encontró respaldo en El Debate y La Acción. En abril de 1920 fue asesinado uno de sus miembros, el ingeniero Pérez Muñoz, durante la huelga de la fábrica de galletas de la Fortuna. Llegaron a nombrar miembro de honor a Benito Mussolini.
Unos 150 de sus miembros participaron en la masacre de 400 civiles en la localidad de Belchite el 20 de julio de 1936.